# Lugaid Luaigne
Vedi Lugaid per altre figure omonime e Lúg per la divinità da cui deriva il nome
Lugaid Luaigne (fl. II secolo a.C.) figlio di Innatmar, fu un leggendario re supremo d'Irlanda del II secolo a.C.
Prese il potere dopo aver ucciso il predecessore Breasal Boidhiobhadh. Regnò per cinque o quindici anni fino alla morte avvenuta per mano di Congal Clairinech.

## Fonti
- Seathrún Céitinn, Foras Feasa ar Éirinn 1.30
- Annali dei Quattro Maestri M5001-5016